# Cathormiocerus variegatus
Cathormiocerus variegatus é uma espécie de insetos coleópteros polífagos pertencente à família Curculionidae.
A autoridade científica da espécie é Kuester, tendo sido descrita no ano de 1849.
Trata-se de uma espécie presente no território português.